# شاخص اس‌اندپی ۵۰۰
اس‌اندپی ۵۰۰ (به انگلیسی S&P 500؛ مخفف عبارت Standard and Poor's Index) فهرستی از ۵۰۰ سهام برتر در بازار بورس سهام نیویورک و نزدک است.
از این فهرست جهت قیاس در معاملات، خرید و فروش سهام و نیز جهت ارزیابی عملکرد شرکت‌های بزرگ استفاده می‌شود و از این لحاظ با فهرست فرچون ۵۰۰ تفاوت دارد.
این شاخص به عنوان یک دماسنج برای بازار سهام ایالات متحده و به‌طور کلی اقتصاد این کشور عمل می‌کند